# هوتون لیک هایتس (میشیگان)
هوتون لیک هایتس (به انگلیسی: Houghton Lake Heights) یک منطقهٔ مسکونی در ایالات متحده آمریکا است که در شهرستان راسکومون، میشیگان واقع شده‌است. هوتون لیک هایتس ۳۵۸ متر بالاتر از سطح دریا واقع شده‌است.